# Odchylka tížnice

Znázornění odchylky

Odchylka tížnice, neboli tížnicová odchylka je definována jako odchylka směru tížnice (svislice) od normály k referenčnímu tělesu.
V astronomii nebo astronomické geodezii se jedná o odchylku od normály k elipsoidu tělesa, který je zvolen dohodou. V gravimetrii se jedná o odchylku svislice od normály ke sféroidu. Doposud byly stanoveny odchylky tížnice pro Zemi, Měsíc a Mars.